# Краснозобый амазон
Краснозобый амазон (лат. Amazona arausiaca) — птица семейства попугаевых.

## Внешний вид
Длина тела 40 см. Оперение зелёное; лоб, передняя часть головы, участок вокруг глаз и щёки — сине-фиолетовые. На шее красная полоса разной ширины. У некоторых особей красная грудь. Окологлазное кольцо — серое. Клюв цвета кости, на конце серый. Радужка красно-оранжевая. Лапы серые.

## Распространение
Обитает на острове Доминика (Малые Антильские острова).

## Образ жизни
Населяют низменные и высокогорные леса до высоты 1000—1200 м над уровнем моря.

## Угрозы и охрана
В результате охоты и разрушения естественной среды обитания находится под угрозой исчезновения. К концу XX века популяция этого амазона насчитывала около 400 особей. Находится под защитой программы сбережения вида. Внесён в Приложение I САЙТС.